# Салу, Исса
Исса Абдулайе Салу (англ. Issah Abdoulaye Salou; род. 4 февраля 1999, Аккра) — нигерский футболист, полузащитник датского «Раннерса» и сборной Нигера.

## Биография
Исса Салу родился 4 февраля 1999 года в ганском городе Аккра.
Играет в футбол на позициях центрального и левого полузащитника. Воспитанник ганской «Аккры». Первые годы карьеры также провёл в Гане: в 2018 году выступал за «Аккру Лайонз», игравшую во втором дивизионе, в 2019 году — за «Аккру».
В 2019 году перешёл в датский «Раннерс», однако закрепиться в составе не сумел. В сезоне-2019/20 провёл только один матч в чемпионате Дании, а в сезоне-2020/21 ни разу не выходил на поле и был отдан в аренду «Яммербугту». В его составе Салу провёл 16 матчей и вышел с командой из третьего во второй дивизион. В сезоне-2021/22 снова входит в состав «Раннерса».
В 2019 году выступал за молодёжную сборную Нигера среди игроков до 20 лет.
В 2020 году провёл 3 матча за сборную Нигера. Дебютным стал товарищеский поединок 10 октября в Ниамее против сборной Чада (2:0), в котором Салу вышел на замену на 74-й минуте.